# Mathilda Schneidler
Mathilda Wilhelmina Schneidler, född den 22 januari 1819 i Stockholm, död den 16 maj 1889 i Stockholm, var en svensk språklärare, översättare.

## Biografi
Mathilda Schneidler föddes i Stockholm som dotter till en bokbindare ur en välkänd släkt av yrkesbokbindare. Hon var syster till Carl Edvard Schneidler. 
Hon fick sin grundläggande utbildning vid den Téradska pensionen, där hennes språkkunskaper började utvecklas. Hon kom att bemästra flera språk, inklusive engelska, italienska, franska och även musik. Under åtta år vistades hon i Frankrike, där hon arbetade som guvernant och lärare i ansedda familjer. Vid sin återkomst till Sverige blev hon lärarinna vid den Hammarstedtska flickpensionen.
Mathilda Schneidler levde ett tillbakadraget liv och var djupt engagerad i kristen välgörenhet, där hon tillhörde den krets som under en tid anlitades av Prinsessan Eugénie av Sverige och Norge.
Hon skrev och översatte även texter, bland annat en liten svensk historik på franska och fransk-svenska parlörer.